# Andorra a 2004. évi nyári olimpiai játékokon
Andorra a görögországi Athénban megrendezett 2004. évi nyári olimpiai játékok egyik részt vevő nemzete volt. Az országot az olimpián 4 sportágban 8 sportoló képviselte, akik érmet nem szereztek.

## Atlétika
Férfi
| Versenyző    | Versenyszám | Eredmény | Helyezés |
| ------------ | ----------- | -------- | -------- |
| Toni Bernadó | Maraton     | 2:23,55  | 57.      |

Női
| Versenyző     | Versenyszám | Előfutam | Előfutam | Előfutam | Negyeddöntő | Negyeddöntő | Negyeddöntő | Elődöntő | Elődöntő | Elődöntő | Döntő   | Döntő    |
| Versenyző     | Versenyszám | Idő      | Hely.    | Össz.    | Idő         | Hely.       | Össz.       | Idő      | Hely.    | Össz.    | Idő     | Helyezés |
| ------------- | ----------- | -------- | -------- | -------- | ----------- | ----------- | ----------- | -------- | -------- | -------- | ------- | -------- |
| Silvia Felipo | 1500 m      | 4:44,40  | 13.      | 42.      | kiesett     | kiesett     | kiesett     | kiesett  | kiesett  | kiesett  | kiesett | kiesett  |

Nem indultak
- Victor Martinez
- Montse Pujol

## Cselgáncs
Férfi
| Versenyző   | Versenyszám | Selejtező         | 32-es főtábla                    | Nyolcaddöntő      | Negyeddöntő       | Elődöntő          | Vigaszág első kör | Vigaszág negyeddöntő | Vigaszág elődöntő | Bronz- mérkőzés   | Döntő             | Helyezés    |
| Versenyző   | Versenyszám | Ellenfél Eredmény | Ellenfél Eredmény                | Ellenfél Eredmény | Ellenfél Eredmény | Ellenfél Eredmény | Ellenfél Eredmény | Ellenfél Eredmény    | Ellenfél Eredmény | Ellenfél Eredmény | Ellenfél Eredmény | Helyezés    |
| ----------- | ----------- | ----------------- | -------------------------------- | ----------------- | ----------------- | ----------------- | ----------------- | -------------------- | ----------------- | ----------------- | ----------------- | ----------- |
| Toni Besoli | Középsúly   |                   | José Geraldino (DOM) · 0000-1000 | kiesett           | kiesett           | kiesett           |                   |                      |                   |                   |                   | helyezetlen |

## Sportlövészet
Férfi
| Versenyző              | Versenyszám | Selejtező | Selejtező | Döntő   | Döntő    |
| Versenyző              | Versenyszám | Pont      | Helyezés  | Pont    | Helyezés |
| ---------------------- | ----------- | --------- | --------- | ------- | -------- |
| Francesc Repiso Romero | Trap        | 106       | 35.       | kiesett | kiesett  |

## Úszás
Férfi
| Versenyző      | Versenyszám  | Előfutam | Előfutam | Előfutam | Elődöntő | Elődöntő | Elődöntő | Döntő   | Döntő    |
| Versenyző      | Versenyszám  | Idő      | Hely.    | Össz.    | Idő      | Hely.    | Össz.    | Idő     | Helyezés |
| -------------- | ------------ | -------- | -------- | -------- | -------- | -------- | -------- | ------- | -------- |
| Hocine Haciane | 200 m vegyes | 2:06,48  | 2.       | 36.      | kiesett  | kiesett  | kiesett  | kiesett | kiesett  |

Női
| Versenyző         | Versenyszám | Előfutam | Előfutam | Előfutam | Elődöntő | Elődöntő | Elődöntő | Döntő   | Döntő    |
| Versenyző         | Versenyszám | Idő      | Hely.    | Össz.    | Idő      | Hely.    | Össz.    | Idő     | Helyezés |
| ----------------- | ----------- | -------- | -------- | -------- | -------- | -------- | -------- | ------- | -------- |
| Carolina Cerqueda | 100 m gyors | 1:00,38  | 1.       | 48.      | kiesett  | kiesett  | kiesett  | kiesett | kiesett  |